# Lunar Orbiter 1
El Lunar Orbiter 1 va ser una sonda espacial robòtica (no tripulada) com a part del Programa Lunar Orbiter, va ser la primera sonda americana en orbitar la Lluna. Va ser dissenyada primerament per fotografiar les zones llises de la superfície lunar per a la selecció i verificació de zones d'aterratge segures per a les missions Surveyor i Apollo. Va ser equipada també per obtenir dades selenodètiques, intensitat de la radiació, i impactes de micrometeoroides.
La sonda va ser col·locada en una òrbita d'aparcament de la Terra el 10 d'agost de 1966 a les 19:31 (UTC). L'impuls per a la injecció translunar que va tenir lloc a les 20:04 (UTC). La sonda va experimentar un error temporal del rastrejador d'estrelles de Canopus (probablement a causa d'allunyar-se la llum del Sol) i el sobreescalfament durant el viatge a la Lluna. El problema rastrejador d'estrelles es va resoldre mitjançant la navegació usant la Lluna com a referència i el reescalfament es va aplacar en orientar la nau espacial 36 graus fora del Sol per baixar la temperatura.
El Lunar Orbiter 1 va ser injectat en una òrbita lunar el·líptica gairebé equatorial en 92,1 hores després del llançament. L'òrbita inicial va ser de 189,1 per 1.866,8 quilòmetres amb un període de 3 hores 37 minuts i una inclinació de 12,2 graus. El 21 d'agost, la perilune es va reduir a 58 km i el 25 d'agost a 40,5 km. La nau va obtenir dades fotogràfiques a partir del 18–29 d'agost de 1966, i la lectura es va produir en el 14 de setembre de 1966.
Un total de 42 imatges en alta resolució i 187 en mitjana van ser preses i transmeses a la Terra cobrint 5 milions de quilòmetres quadrats de la superfície de la Lluna, complint amb el 75% de la missió, ja que les primeres fotos d'alta resolució van mostrar taques severes. També van prendre les dues primeres imatges de la Terra des de la Lluna. Es van obtenir dades importants per a tots els altres experiments de la missió.
El seguiment en òrbita va mostrar una lleugera "forma de pera" de la Lluna basada en el camp gravitatori, i no es van detectar impactes de micrometeorits. La nau espacial va ser rastrejada fins que va impactar a la superfície lunar a 7 graus N latitud, 161 graus E longitud (coordenades selenogràfiques) en la cara oculta de la Lluna el 29 d'octubre de 1966 en la seva 577a òrbita. El final prematur per a la missió nominal d'un any va ser a causa de la petita quantitat de gas pel control d'actitud restant i altres condicions de deteriorament i es va planificar per evitar la interferència amb la transmissió del Lunar Orbiter 2.
| Estudis fotogràfics lunars  | Avaluació de les zones d'aterratge de l'Apollo i les Surveyor |
| Detectors de meteoroides    | Detecció de micrometeoroides en l'entorn lunar                |
| Dosímetres de iodur de cesi | Entorn de radiació en el camí cap i prop de la Lluna          |
| Selenodèsia                 | Camp gravitatori i les propietats físiques de la Lluna        |

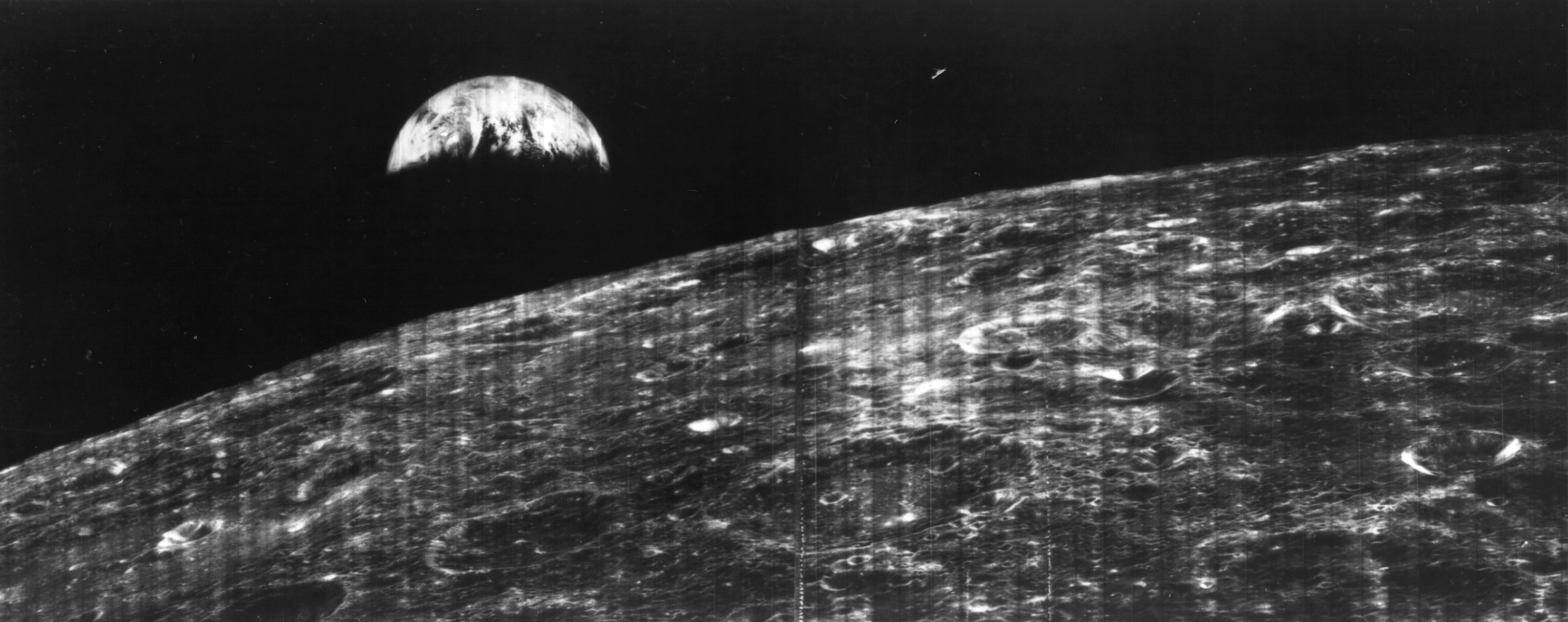
Una de les primeres dues imatges remotes de la Terra des de la Lluna, 23 d'agost de 1966.
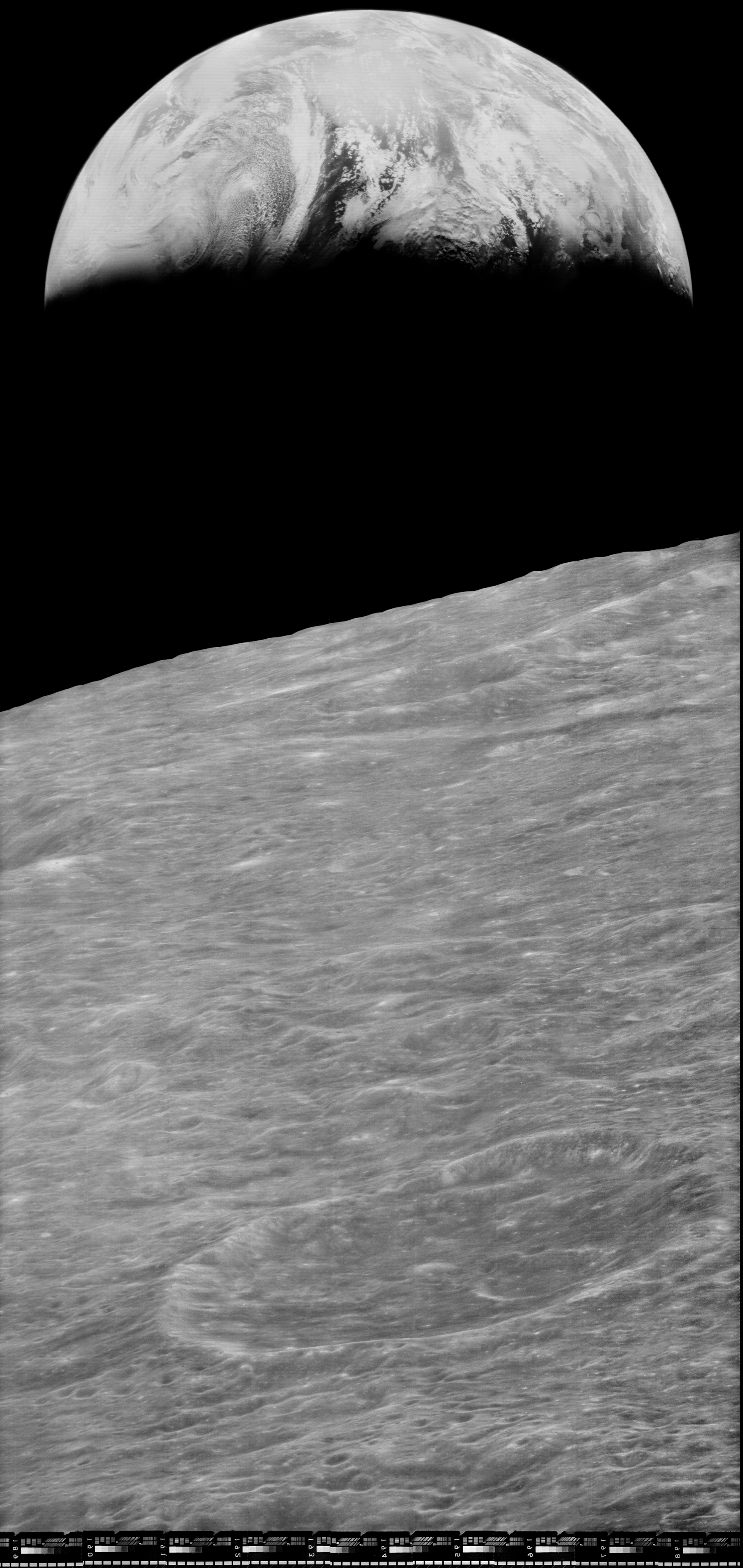
Part de la foto a l'esquerra reprocessada per la LOIRP en el 2008.